# 慶應義塾大学附属研究所斯道文庫

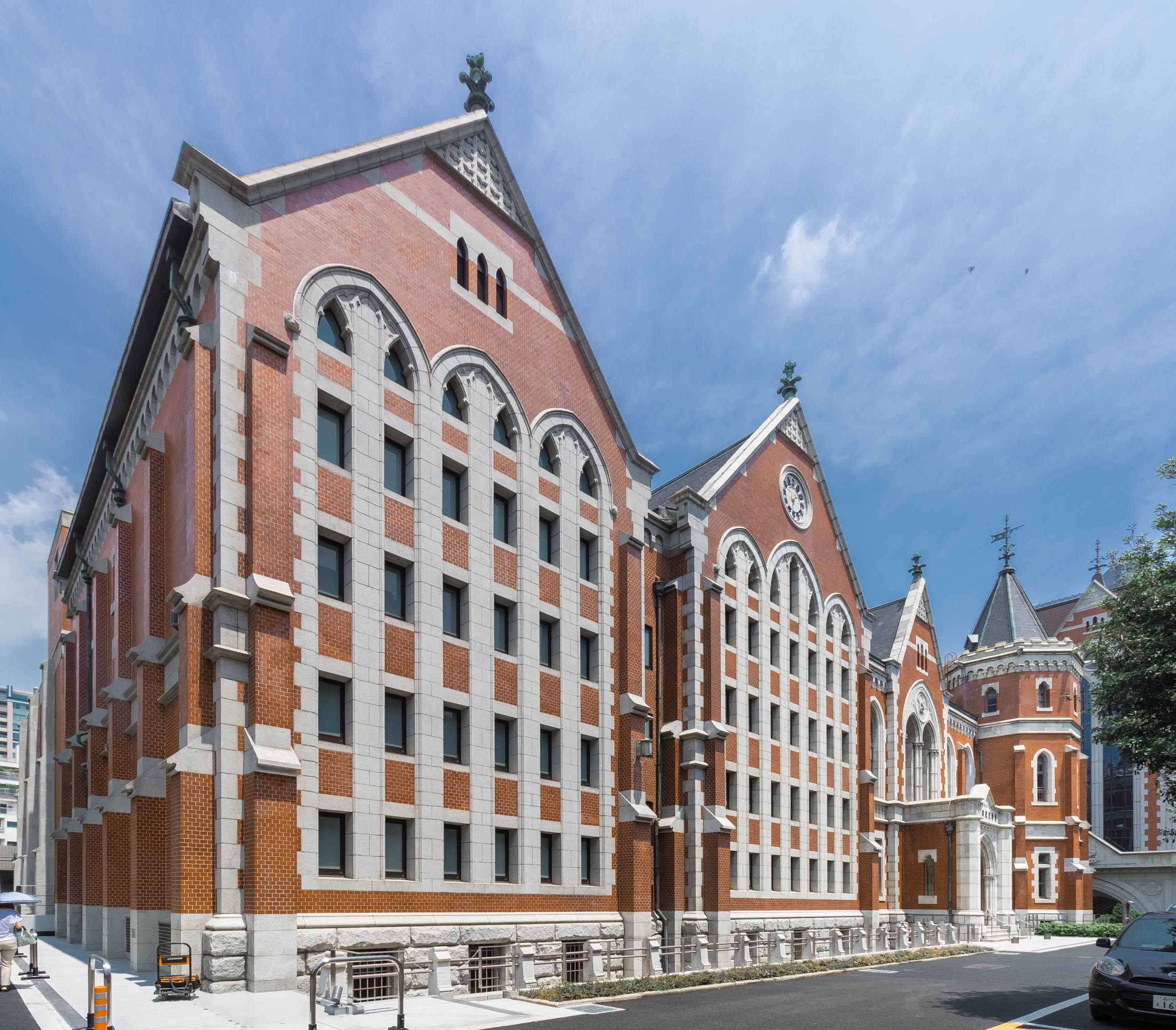
斯道文庫が置かれている慶應義塾図書館旧館
三田演説館と並んで慶應義塾大学を象徴する建造物の1つであり、国の重要文化財に指定されている。

慶應義塾大学附属研究所斯道文庫（けいおうぎじゅくだいがくふぞくけんきゅうしょ・しどうぶんこ、英称：Keio Institute of Oriental Classics）は、日本ならびに東洋の精神文化を研究する慶應義塾大学の研究所である。「斯道」は『孟子』に由来する仁義の道を意味する語で、教育勅語にも用いられた。約17万5千冊（寄託書51,700冊を含む）の蔵書と、約6,400本の100フィートマイクロフィルム、約8,100冊の紙焼写真版を収蔵管理している。

## 概要
前身は、1938年（昭和13年）に麻生太賀吉が日本精神文化振興のために福岡市に財団法人斯道文庫を設立し、文庫・研究所を置いた。しかし、大東亜戦争の戦災の影響により施設の維持が困難になったので、蔵は一時期九州大学に一括寄託して閉鎖を余儀なくされた。その後、再度典籍の蒐集を始めた麻生は、1958年（昭和33年）に創立100周年を迎えた慶應義塾に蔵書を改めて寄贈する。慶應義塾大学側は麻生の意向を汲んで、大学附属の研究機関として斯道文庫を再興し、1960年に日吉の旧寄宿舎南寮内で開所し、1962年10月に三田の図書館内に移転した。
麻生が寄贈した和書・漢籍の蒐集事業を続けるとともに、日本全国の貴重な典籍のマイクロフィルム化などを通じた副本作成を行い、さらにそれを元にした比較・校勘作業を行っている。また、内外の研究者と共同研究プロジェクトを行い、書誌学講座の開講などを行っている。研究成果は毎年刊行の紀要『斯道文庫論集』を中心に示され、『江戸時代書林出版書籍目録集成』（1962年 - 1964年）、『古今集注釈書伝本目録』（2007年）を編纂した。
2010年に開設50年を迎えた。

## 主な蔵書
蔵書は約16万冊を超え、財団法人センチュリー文化財団との提携により、蔵書が年々増えている。うち、約600点が古今集注釈書、漢籍古鈔本、宋元版等の貴重書で、椎本文庫、安井文庫、亀井家文庫といった江戸時代以来の国学者および儒学者の旧蔵書、自筆本がある。他にも旧熊本藩主細川家所蔵の永青文庫などから寄託された3万5千冊を所蔵している。

### 特殊文庫
椎本文庫
国学者・橘守部の旧蔵和書。江戸後期の著名な国学者で、本居宣長に対抗して独自の学風を樹立した、橘守部の旧蔵和書約240冊（自筆稿本59点を含む）からなり、1939年の売立時に天理大学図書館とほぼ折半した形で落札されたもの。天理大学図書館と斯道文庫のものと、橘家から二松学舎大学に寄贈された資料をあわせると、橘家の蔵書と守部の学問の全体像をほぼうかがうことが可能。
安井文庫
儒学者・安井息軒、朴堂二代の蒐書。幕府昌平黌教授で、江戸期日本儒学の大成者とされる安井息軒と、その外孫で旧制第一高等学校教授であった朴堂の蒐書約6,000冊からなり、その内の自筆稿本や手写本・書入れ本などの約100点が貴重書として別置されている。
浜野文庫
漢学者・浜野知三郎旧蔵の和漢書。大東文化学院理事であった漢学者、浜野知三郎旧蔵の和漢書約11,500冊で、和漢の古書と明治後の漢学関係を中心とする学術書からなる。その中には、安井息軒の師で江戸後期の儒者として名高い松崎慊堂の自筆稿本類170点や、猪飼敬所、古賀精里ら儒者、狩谷棭斎、市野迷庵ら考証学者たちの、自筆本や書入本を始めとする約1,100冊の貴重書、あるいは菅茶山宛の書簡約140通などがある。また森鷗外に史伝小説の資料を提供していた関係で、鴎外筆の付箋のある本もある。なお、浜野文庫本に捺された「浜野文庫」の印が湾曲しているのは、空襲による火災の際に金庫内で高熱に晒されたことによるものであり、戦争の悲惨さを忘れることがないように、戦後もそのまま使用された。
亀井家学文庫
儒学者・亀井南冥、亀井昭陽父子を中心とする、亀井一族の自筆稿本や約370冊からなる。
平岡文庫
慶應義塾大学名誉教授であった平岡好道より寄贈された、東京佃島の住吉神社社家平岡家の旧蔵書約3,200冊で、そのうち和装本が約1,500冊を占める。それらは近世期の多岐の分野にわたる版本が中心で、著名な国学者賀茂真淵の自筆稿本や、天皇陵図絵巻などの貴重書も含まれる。
大曽根文庫
日本漢文学を専門とした中央大学教授大曽根章介の旧蔵書で、約400点からなる。古代から近世までの幅広い日本漢文学関係書を収集している。
今関文庫
漢学者・漢詩人であり、戦前戦中は政府要人の顧問としても活躍した今関天彭の旧蔵書で、約1,000点からなる。主要な蔵書は現在カリフォルニア大学バークレー校および名古屋市立鶴舞図書館にあり、その残りで晩年まで手元に置いていた漢籍および日本漢詩文関係書、交遊のあった日中の文化人・政治家などからの書簡類、自筆の日記・原稿などが寄贈されている。
松林桂月文庫
南画家松林桂月旧蔵書で、約200点からなる。画論・法帖・漢詩文などがある。
永島文庫
中国音韻学を専攻した東京都立大学名誉教授永島栄一郎の旧蔵書で、約250点からなる。明清および民国時代の文字・音韻関係書などがある。
ガスパルドヌ文庫
フランスの東洋学者エミール・ガスパルドヌの旧蔵書で、約400点からなる。主たる研究対象であったヴェトナム関係の漢籍およびヴェトナム本が中心である。その他の蔵書のうち、欧文書は図書館、原稿類は言語文化研究所が保管している。

### 寄託資料
坦堂文庫
漢学者・古城貞吉旧蔵の清版を中心とする漢籍類。旧熊本藩主細川家所蔵の美術品や文化財を受け継ぐ公益財団法人永青文庫の所蔵で、1965年に寄託された。熊本出身の漢学者で東洋大学教授であった古城貞吉旧蔵の、清版を中心とする漢籍類約28,000冊からなる。
コルディエ文庫
東洋学者・アンリ・コルディエ旧蔵の東洋学研究書約5,000冊からなる。永青文庫の所蔵で、1973年に寄託された。15世紀のインキュナブラ（初期活版本）や、スタインやペリオを初めとするコルディエと同時代の著名な学者の署名入り論文抜刷など、貴重な資料が数多く含まれる。
明治仏教史編纂書蔵書
仏教学者・友松円諦が主宰した明治仏教史編纂所が蒐集した宗派や寺院関係を主とする雑誌や新聞727種と、和漢書約2,530冊からなる。国立国会図書館にも所蔵されていない資料も多い。
センチュリー文化財団寄託品
旺文社社長であった赤尾好夫が、文字文化の資料を永久に保存すべく財団法人センチュリー文化財団の所蔵美術品1,740点が寄託されている。日本の書道史を概観するのに必要十分な資料がバランス良く収集されているだけでなく、絵画資料や工芸品なども良質なものが含まれている。また、「文庫」として1点に数えられるものは、約15,000冊からなる古典籍で、書道関係のものを中心に多岐にわたる内容の書物が揃っている。これらの資料は研究に活用するとともに、展示会を行って広く公開されている。

## 所在地

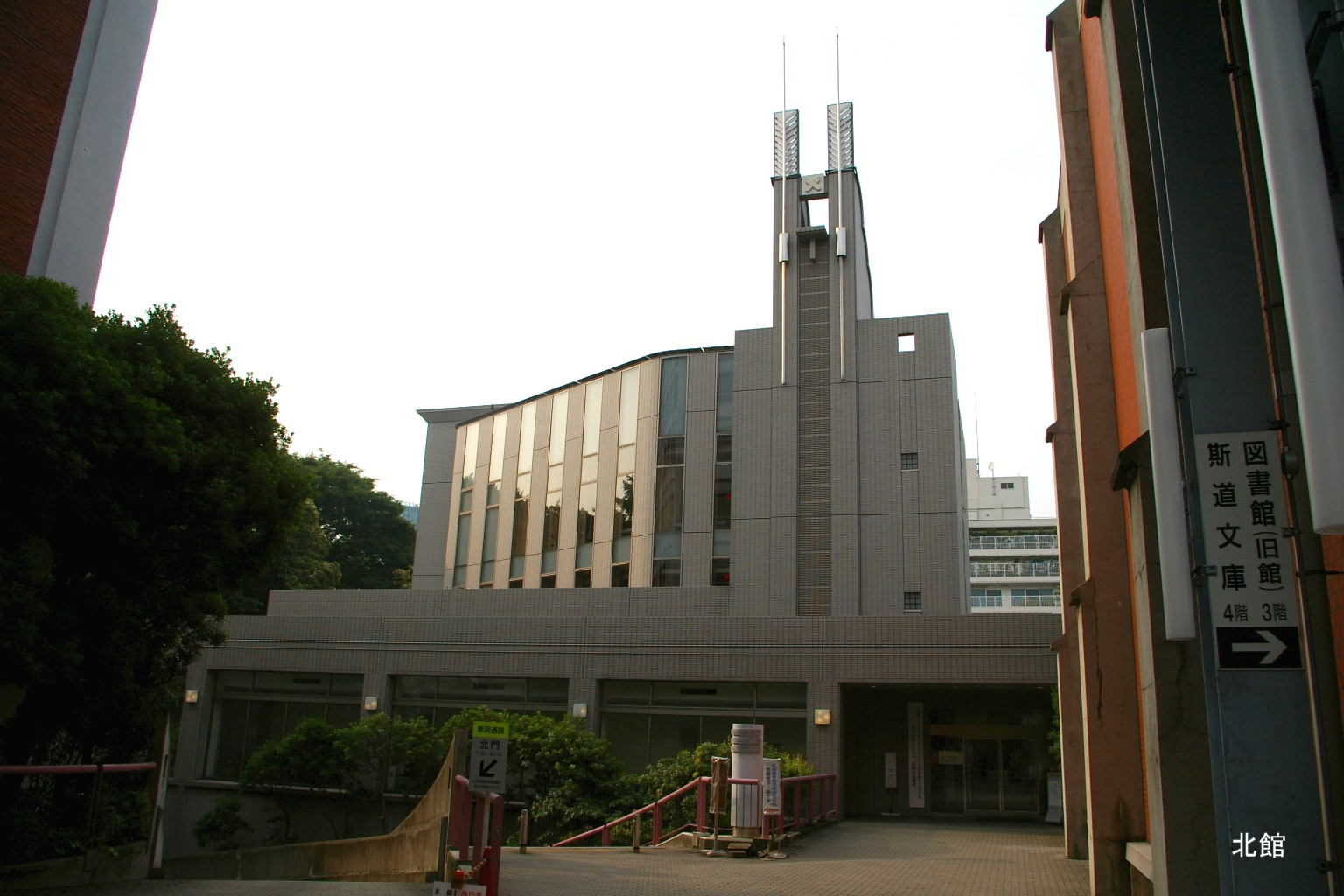
斯道文庫の入口（右側）

- 東京都港区三田2-15-45

慶應義塾大学三田キャンパス内 図書館旧館4階（入口は建物の西側）

### 開館日時
- 平日の月曜日から金曜日 9時30分から16時30分まで[注 1]

## 出版物

### 図書
- 『図説書誌学：古典籍を学ぶ』勉誠出版、2010年。ISBN 978-4-585-20004-8。（訂正新版、勉誠社、2023年。ISBN 978-4-585-30010-6）

### 蔵書目録
- 『慶応義塾大学斯道文庫書誌叢刊1 江戸時代書林出版書籍目録集成 第1』井上書房、1962年。
- 『慶応義塾大学斯道文庫書誌叢刊1 江戸時代書林出版書籍目録集成 第2』井上書房、1963年。
- 『慶応義塾大学斯道文庫書誌叢刊1 江戸時代書林出版書籍目録集成 第3』井上書房、1963年。
- 『慶応義塾大学斯道文庫書誌叢刊1 江戸時代書林出版書籍目録集成 索引』井上書房、1964年。
- 『慶応義塾大学斯道文庫書誌叢刊2 室町時代物語類現存本簡明目録』井上書房、1962年。
  - 『増訂 室町時代物語類現存本簡明目録』三省堂〈御伽草子の世界〉、1982年8月、51-136頁。

### 斯道文庫古典叢刊
1. 『平家物語：四部合戦状本』汲古書院、1967年。
2. 『平家物語：百二十句本』汲古書院、1970年。
3. 『大かうさまくんきのうち』汲古書院、1975年。
4. 『諸本対照十七条憲法訓読並校異』汲古書院、1975年。

### 古今集注釈書影印叢刊
1. （佐々木孝浩解題）『僻案抄』勉誠出版、2008年。ISBN 978-4-585-03191-8。
2. （川上新一郎解題）『古今和歌集註』勉誠出版、2008年。ISBN 978-4-585-03192-5。
3. （浅田徹解題）『古今集素伝懐中抄』勉誠出版、2010年。ISBN 978-4-585-29008-7。
4. （山本令子・石神秀美解題）『古訓密勘註 古今灌頂巻・和謌灌頂次第秘密抄・幽旨』勉誠出版、2009年。ISBN 978-4-585-03194-9。
5. （川上新一郎解題）『古今拾穂抄：第1冊・第2冊』勉誠出版、2008年。ISBN 978-4-585-03195-6。
6. （川上新一郎解題）『古今拾穂抄：第3冊・第4冊』勉誠出版、2008年。ISBN 978-4-585-03196-3。
7. （川上新一郎解題）『古今拾穂抄：第5冊・第6冊』勉誠出版、2008年。ISBN 978-4-585-03197-0。
8. （川上新一郎解題）『古今拾穂抄：第7冊・第8冊』勉誠出版、2008年。ISBN 978-4-585-03198-7。

### 紀要
- 斯道文庫論集